# Abbaye du Saint-Esprit de Caltanissetta
Pour les articles homonymes, voir Saint-Esprit (homonymie) et Abbaye du Saint-Esprit.
Cette abbaye du Saint-Esprit (en italien : Badia di Santo Spirito), est un édifice catholique situé à Caltanissetta, en Sicile.

## Historique
Cette abbaye est fondée par Roger Ier de Sicile et la comtesse Adélaïde et consacrée en 1153. 
L'abbatiale romane présente un plan basilical avec une nef à vaisseau unique et trois absides. À l'intérieur, les fresques datent des XIVe et XVe siècles.
La trinité est symbolisée par la dimension de la nef, exactement trois fois plus longue que large, par les trois absides dont les axes convergent vers un foyer central unique, et par les trois ouvertures au dessus des absides qui éclairent le chœur.
Le portail latéral évoque l'art roman primitif de Normandie, de même que les contreforts plats coiffés par des arcatures plaquées sur les murs extérieurs des absides, assimilables aux bandes lombardes.
C'est un moine de cette abbaye qui aurait livré la recette de la liqueur Amaro Averna.